# Lista de companhias aéreas do Japão
Esta é uma lista de companhias aéreas atualmente em operação no Japão.

Companhias aéreas do Japão

## Companhias aéreas regulares

### Doméstico e internacional
| Companhia aérea       | Imagem | ICAO | IATA | Indicativo de chamada | Início das operações |
| --------------------- | ------ | ---- | ---- | --------------------- | -------------------- |
| All Nippon Airways    |        | ANA  | NH   | ALL NIPPON            | 1952                 |
| Japan Airlines        |        | JAL  | JL   | JAPAN AIR             | 1951                 |
| Jetstar Japan         |        | JJP  | GK   | ORANGE LINER          | 2012                 |
| Peach Aviation        |        | APJ  | MM   | AIR PEACH             | 2012                 |
| Skymark Airlines      |        | SKY  | BC   | SKYMARK               | 1998                 |
| Spring Airlines Japan |        | SJO  | IJ   | J-SPRING              | 2014                 |
| StarFlyer             |        | SFJ  | 7G   | STARFLYER             | 2006                 |
| ZIPAIR Tokyo          |        | TZT  | ZG   | ZIPPY                 | 2020                 |

### Doméstico
| Companhia aérea          | Imagem | ICAO    | IATA  | Indicativo de chamada | Início das operações |
| ------------------------ | ------ | ------- | ----- | --------------------- | -------------------- |
| Air Do                   |        | ADO     | HD    | AIR DO                | 1998                 |
| Amakusa Airlines         |        | AHX     | MZ    | AMAKUSA AIR           | 2000                 |
| All Nippon Airways Wings |        | ANA/AKX | NH/EH | ALL NIPPON            | 2010                 |
| Fuji Dream Airlines      |        | FDA     | JH    | FUJI DREAM            | 2009                 |
| Hokkaido Air System      |        | NTH     | 6L    | NORTH AIR             | 1998                 |
| Ibex Airlines            |        | IBX     | FW    | IBEX                  | 2004                 |
| J-Air                    |        | JLJ     | XM    | JAPAN AIR             | 1996                 |
| Japan Air Commuter       |        | JAC     | 3X    | COMMUTER              | 1983                 |
| Japan Transocean Air     |        | JTA     | NU    | J-OCEAN               | 1993                 |
| New Central Airlines     |        | CUK     | -     | CHUOH AIR             | 1978                 |
| New Japan Aviation       |        | NJA     | -     | SHIN NIHON            | 1969                 |
| Oriental Air Bridge      |        | ORC     | OC    | ORIENTAL BRIDGE       | 2001                 |
| Ryukyu Air Commuter      |        | RAC     | -     | RYUKYU                | 1985                 |
| Solaseed Air             |        | SNJ     | 6J    | NEW SKY               | 2011                 |

## Serviço charter
| Companhia aérea     | Imagem | ICAO | IATA | Indicativo de chamada | Início das operações |
| ------------------- | ------ | ---- | ---- | --------------------- | -------------------- |
| Air Japan Co., Ltd. |        | AJX  | NQ   | AIR JAPAN             | 2001                 |

## Carga
| Companhia aérea       | Imagem | ICAO | IATA | Indicativo de chamada | Início das operações |
| --------------------- | ------ | ---- | ---- | --------------------- | -------------------- |
| ANA Cargo             |        | ANA  | NH   | ALL NIPPON            | 1952                 |
| Nippon Cargo Airlines |        | NCA  | KZ   | NIPPON CARGO          | 1985                 |